# Кургашли
Кургашли́ (рос. Кургашлы, башк. Ҡурғашлы) — присілок у складі Бурзянського району Башкортостану, Росія. Входить до складу Байназаровської сільської ради.
Населення — 307 осіб (2010; 341 в 2002).
Національний склад:
- башкири — 99%